# Primærrute 13
Primærrute 13 er en hovedvej mellem Vejle, Viborg og Aalborg. Den udgør en vigtig nord-syd gående hovedfærelsesåre gennem Midtjylland og Himmerland. 

## Forløb
Primærrute 13 går fra Motorvejskryds Vejle, som forbinder både primærrute 13 og 18 med E45 Østjyske Motorvej, hvor den følger Midtjyske Motorvej frem til- og frakørslen ved Ølholm (frakørsel 4). Herefter fortsætter den som 2-sporet hovedvej forbi Tørring, Nørre Snede og Pårup, hvor den krydser over Herningmotorvejen, 15, for at fortsætte vest om Viborg, hvor den kortvarigt mødes med Primærrute 12, 16 og 26. Nord for Viborg fortsætter den som 2-sporet, stedvist 4-sporet hovedvej, forbi Møldrup og Aalestrup, hvorefter den krydser 29 syd for Aars. Den fortsætter Sønderup, hvor den bliver til motortrafikvej inden den fortsætter videre på Nordjyske Motorvej E45 (frakørsel 32).

## Trafiktal
På strækningen fra Motorvejskryds Vejle ved Østjyske Motorvej E45 til Sønderup ved Nordjyske Motorvej E45 kører fra ca. 7.000 til 30.000 køretøjer i døgnet (hverdagsdøgn). De mest trafikerede steder er ved Vejle og Viborg. På hovedvejen kører en stor andel lastbiltrafik.

## Vejens klassificering
Primærrute 13 er statsvej på hele strækningen. Hele Primærrute 13 er klassificeret som hovedvej efter færdselsloven.
De offentlige veje inddeles fra 2015 efter vejloven i statsveje og kommuneveje, mens de tidligere blev klassificeret i hovedlandeveje, landeveje og kommuneveje. Betydningen for en vejs klassificering som statsvej eller kommunevej er først og fremmest af administrativ karakter. Statsvejene administreres af Vejdirektoratet, mens kommunevejene administreres af kommunerne. Det er vejmyndighedens ansvar at holde sine offentlige veje i den stand, som trafikkens art og størrelse kræver. Klassifikationen som statsveje og kommuneveje har ikke betydning for Danmarks overordnede rutenummererede vejnet med Europavejsruter, Primærruter eller sekundærruter, der administreres af Vejdirektoratet i samarbejde med kommunerne. Kun veje udlagt som Europavejsruter og Primærruter kan udlægges som hovedveje efter færdselsloven.

## Fremtiden
Etablering af en ny nord-sydgående motorvej i det centrale Jylland har med mellemrum været til debat siden 1960'erne. Oprindeligt blev en såkaldt ”Hærvejsmotorvej” lanceret i 1961 af Johannes Humlum, der var professor i geografi ved Aarhus Universitet, som et alternativ til etablering af en mere østlig motorvej, den der i dag kendes som E45 Østjyske Motorvej og Nordjyske Motorvej. Det udløste en stor diskussion om, hvor den jyske motorvej skulle forløbe. Vejdirektoratet udførte en meget omfattende og detaljeret undersøgelse ”Anlæg af motorveje i Jylland”, som blev udsendt i slutningen af 1962. Rapporten konkluderede, at den jyske motorvej skulle ligge i Østjylland.
På grund af voksende kapacitetsproblemer på dele af E45 samt en stor andel lastbiltrafik på den hovedsagelig tosporede Primærrute 13, er der siden 2000'erne gennemført analyser af de langsigtede muligheder og perspektiverne for en ny nord-sydgående motorvejskorridor ned gennem Jylland. I januar 2009 indgik Folketinget aftalen om ”En grøn transportpolitik”, som bl.a. skulle se på en ny midtjysk motorvej. Derfor blev NIRAS i foråret 2010 bedt om at igangsætte en indledende screening af en motorvejskorridor med henblik på at identificere principielle linjeføringsmuligheder og på et overordnet niveau vurdere de enkelte linjeføringers potentiale. Resultatet heraf omfattede en screening af i alt 9 mulige linjeføringer, som blev vurderet med henblik på belysning af opnåelige trafikale effekter, overordnede anlægsøkonomi, påvirkning af miljøet samt by- og erhvervsudviklingen. Vejdirektoratet publicerede en strategisk analyse i 2013 samt en genberegning i 2016. Begge analyser vurderede, at en ny motorvejskorridor ned gennem Jylland vil være samfundsøkonomisk rentabel og til gavn for såvel borgere som erhvervsliv. En samlet ny nord-sydgående motorvejskorridor ned gennem Jylland forventes at omfatte op til 180 km ny motorvej, nye vejtilslutninger og motorvejskryds, arealudlæg og indgreb i eksisterende infrastruktur, som vil påvirke natur og miljø i korridoren.
Folketinget besluttede 13. december 2016 at gennemføre en VVM-undersøgelse af en ny motorvej på strækningen fra Give til Haderslev, samt gennemføre en forundersøgelse på strækningen Hobro, Viborg til Give.
Forundersøgelsen af mulige linjeføringer på strækningen Hobro, Viborg til Give forelå i februar 2020
VVM-undersøgelsen af en ny motorvej på strækningen fra Give til Haderslev forelå i januar 2020. Formålet med en VVM-undersøgelse er at belyse vejprojektets mulige påvirkning af omgivelserne og at tilpasse vejprojektet til landskabet, så påvirkningen af omgivelserne bliver begrænset. Desuden skal VVM-undersøgelsen skabe et sagligt grundlag for en offentlig debat og senere en politisk beslutning om motorvejsprojektet. Den efterfølgende offentlige høring blev gennemført i løbet af 2020, og i november 2020 forelå Vejdirektoratets indstilling til strækningen fra Give til Haderslev.  Her indstillede Vejdirektoratet, at der arbejdes videre med en linjeføring øst om Billund og vest om Vandel med tilslutning til E45, Sønderjyske Motorvej, ved enten Christiansfeld eller ved Haderslev.